# Yongin Mireu Stadium
El Yongin Mireu Stadium (en coreano: 용인미르스타디움) es un estadio multiusos ubicado en la ciudad de Yongin en Corea del Sur.

## Historia
Fue inaugurado en 2018 con el nombre Yongin Civic Sports Park y su primer evento importante fue la Liga de Campeones Femenina de la AFC de año siguiente.
Al año siguiente cambió su nombre por el de Yongin Mireu Stadium, y fue sede de su primer evento de selecciones nacionales en el Campeonato de Fútbol de Asia Oriental de 2025.